# Jenny Wingerstrand
Jenny Wingerstrand (Limhamn, 29 gennaio 1969) è un'ex cestista svedese.

## Carriera
Con la Svezia ha disputato i Campionati europei del 1987.